# دیو ئه مون دروآ

شعار در زیر سپر نسخه «انگلیسی» نشان پادشاهی بریتانیای کبیر.

دیو ئه مون دروآ (فرانسوی: Dieu et mon droit‎; تلفظ فرانسوی: [djø e mɔ̃ dʁwa]) به معنای خدا و حق من شعار پادشاهی بریتانیا بیرون از اسکاتلند است. این شعار در نسخه‌ای از نشان پادشاهی بریتانیای کبیر که بیرون از اسکاتلند مورد استفاده قرار می‌گیرد ذکر می‌شود. گفته می‌شود نخستین بار ریچارد یکم (۱۱۵۷–۱۱۹۹) آن را به عنوان شعاری در موقع نبرد در اشاره به حق الهی پادشاهان برای حکومت مورد استفاده قرار داد. هنری پنجم (۱۳۸۶–۱۴۲۲) آن را به عنوان شعار رسمی پادشاهی انگلستان قرار داد که «حق من» در آن اشاره به ادعای او نسبت به تاج فرانسه داشت.